# 곧 오소서 임마누엘

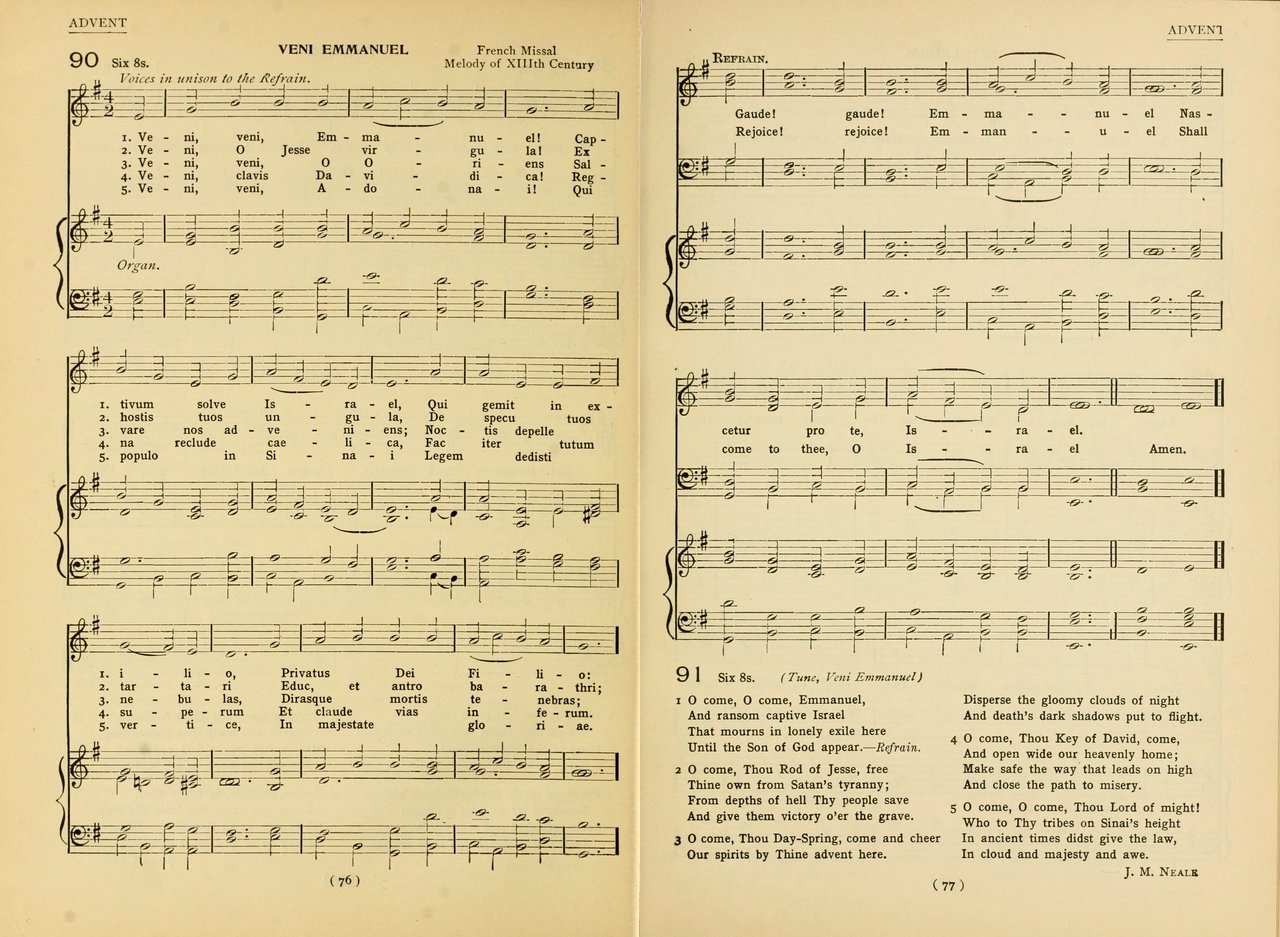

곧 오소서 임마누엘(O Come, O Come, Emmanuel, 라틴어: "Veni, veni, Emmanuel")은 대림절을 위한 기독교 찬송으로, 크리스마스 캐럴 책에도 자주 출판된다. 이 노랫말은 원래 라틴어로 작성되었다. 이것은 크리스마스 전 마지막 며칠 동안 베스퍼스의 마니피캇에 첨부된 일련의 평이한 후렴인 O 안티폰의 운율을 의역한 것이다. 이 찬송은 1,200여년 전인 8~9세기 수도원 생활에서 유래되었다. 라틴어 운율 형식의 찬송가는 이미 12세기에 작곡되었다.
존 메이슨 닐(John Mason Neale)이 1851년에 번역한 고대 및 현대 찬송가는 영어권 세계에서 가장 두드러지지만 다른 영어 번역도 존재한다. 다른 현대 언어(특히 독일어)로의 번역도 널리 사용되고 있다. 이 가사는 많은 운율 찬송가와 함께 사용될 수 있지만, 처음에는 1851년 영어의 "Hymnal Noted"에서 "Veni Emmanuel"이라고 불리는 가장 유명한 곡과 결합되었다. 나중에 동일한 곡이 "O" 버전과 함께 사용되었다. 라틴어를 포함하여, "곧 오소서 임마누엘"은 다른 언어로 번역되어 있다.

## 가사

### 한국어

#### 개신교 새찬송가 104장
곧 오소서 임마누엘 오 구하소서 이스라엘
그 포로 생활 고달파 메시야 기다립니다
기뻐하라 이스라엘 곧 오시리 오 임마누엘
곧 오소서 지혜의 주 온 만물 질서 주시고
참 진리의 길 보이사 갈 길을 인도하소서
기뻐하라 이스라엘 곧 오시리 오 임마누엘
곧 오소서 소망의 주 만백성 한 맘 이루어
시기와 분쟁 없애고 참 평화 채워 주소서
기뻐하라 이스라엘 곧 오시리 오 임마누엘

#### 가톨릭 성가 93번
임하소서 임마누엘이여 천하만민을 구원하시고
온 세상 구세주 기다리니 우리 가운데 어서 오소서
기뻐하라 이스라엘이여 임마누엘이 오시리로다
임하소서 인류의 구세주 우주 만물을 지배하시고
우리에게 지혜 주시오며 진리의 빛을 밝혀주소서
기뻐하라 이스라엘이여 임마누엘이 오시리로다
임하소서 다윗 후손이여 어둠 권세를 물리치시고
죄인들을 용서하시오며 천국의 문을 열어주소서
기뻐하라 이스라엘이여 임마누엘이 오시리로다